# Plantago reniformis
Plantago reniformis är en grobladsväxtart som beskrevs av Günther von Mannagetta und Lërchenau Beck. Plantago reniformis ingår i släktet kämpar, och familjen grobladsväxter. Inga underarter finns listade i Catalogue of Life.